# بابا لنگ‌دراز (فیلم ۲۰۰۵)
بابا لنگ‌دراز (انگلیسی: Daddy-Long-Legs) یک فیلم سینمایی کره‌ای در ژانر کمدی رمانتیک است که در سال ۲۰۰۵ منتشر شد. از بازیگران آن می‌توان به هیون بین اشاره کرد.
"Daddy-Long-Legs" یک فیلم درام و کمدی آمریکایی است که در سال 1955 منتشر شد. این فیلم توسط جین وایمن (Jean Webster) نویسنده داستانی با همین نام ساخته شده است. داستان اصلی این فیلم درباره‌ی دختر یتیمی به نام جودی اببوت است که توسط یک نهنگ سرپوشیده‌گرفته می‌شود.
فیلم بابا لنگ‌دراز به کارگردانی جین نگلسون و با بازی فرد استر و لستر متکلم به تصویر کشیده شده است. در داستان، جودی اببوت دختر یتیمی است که بر اثر خیریه‌ای، به یک دانشگاه معتبر وارد می‌شود و در آنجا با یک سرپرست مرموز به نام جرالدین مکبرن (با بازی فرد استر) آشنا می‌شود. این فیلم روایتگر ماجراهای جالب و پر از احساساتی جودی است که با توجه به روابطش با جرالدین، به تدریج خودش را کشف می‌کند.
این فیلم یک آثار کلاسیک و محبوب در دسته‌بندی درام و کمدی است.